# TEN STORIES 2
『TEN STORIES 2』（テン・ストーリーズ・ツー）は、2008年2月20日に日本クラウンからリリースされた、甲斐よしひろの4枚目のカバー・アルバム。

## 概要
前作『10 Stories』から1年ぶりのカバー・アルバム・続編。

## 収録曲
1. 駅（竹内まりやのカバー）
2. I LOVE YOU（尾崎豊のカバー）
3. めぐり逢い（CHAGE and ASKAのカバー）
4. 桜坂（福山雅治のカバー）
5. タイガー&ドラゴン（クレイジーケンバンドのカバー）
6. 別れましょう私から消えましょうあなたから（大黒摩季のカバー）
7. 涙がキラリ☆（スピッツのカバー）
8. Marionette（BOØWYのカバー）
9. 戦国自衛隊のテーマ（松村とおるのカバー）
10. 涙そうそう（夏川りみのカバー）

全編曲：西村智彦（1,3,4除く）中村哲（1,3）藤田千章（4）